# The Good Doctor (film 2011)
The Good Doctor è un film del 2011 diretto da Lance Daly con protagonista Orlando Bloom.

## Trama
Il dottor Martin Blake è un giovane medico ossessionato dal desiderio di fare colpo sui colleghi, a causa di una estrema insicurezza personale. Quando incontra la diciottenne Diane, che soffre di una particolare infezione ai reni, la sua autostima subisce un'impennata; con il migliorare delle sue condizioni, aumenta però la paura di perderla, e l'uomo opta per una soluzione estrema: cambiare la terapia affinché peggiori, pur di tenerla al suo fianco.

## Promozione
Il 15 maggio 2012 è stato diffuso online il trailer del film.

## Distribuzione
Il 23 aprile 2011 il film è stato proiettato al Tribeca Film Festival. L'uscita in sala nei cinema statunitensi è avvenuta il 31 agosto 2012.
In Italia, il film è stato distribuito direttamente per il mercato home video a partire da dicembre 2014.